# Fairfield County (Connecticut)
Fairfield County ist ein County im Bundesstaat Connecticut der Vereinigten Staaten. Es liegt im Südwesten des Bundesstaates und hatte 957.419 Einwohner (Census 2020) bei einer Bevölkerungsdichte von 590,6 Einwohnern pro Quadratkilometer. Das Gebiet des Countys umfasst 2168 Quadratkilometer, davon 547 Quadratkilometer Wasserfläche. Die größte Stadt ist Bridgeport. Sie war bis 1960 der traditionelle Verwaltungssitz des Countys, danach wurden in Connecticut alle lokalen Verwaltungsfunktionen auf die Gemeinden übertragen.

## Geographie
Fairfield County grenzt im Norden und Osten an die Countys Litchfield und New Haven, im Süden an den Long Island Sound und im Westen an den US-Bundesstaat New York. Das County ist zirka 40 km von New Haven und rund 80 km von New York City entfernt.

## Geschichte
Fairfield County war eines der vier Gründungscountys 1666.

## Demografische Daten
Nach der Volkszählung im Jahr 2000 lebten im County 882.567 Menschen. Es gab 324.232 Haushalte und 228.259 Familien. Die Bevölkerungsdichte betrug 545 Einwohner pro Quadratkilometer. Ethnisch betrachtet setzte sich die Bevölkerung zusammen aus 79,31 Prozent Weißen, 10,01 Prozent Afroamerikanern, 0,20 Prozent amerikanischen Ureinwohnern, 3,25 Prozent Asiaten, 0,04 Prozent Bewohnern aus dem pazifischen Inselraum und 4,70 Prozent aus anderen ethnischen Gruppen; 11,88 Prozent der Gesamtbevölkerung waren spanischer oder lateinamerikanischer Abstammung.
Von den 324.232 Haushalten hatten 34,2 Prozent Kinder und Jugendliche unter 18 Jahre, die bei ihnen lebten. 55,5 Prozent waren verheiratete, zusammenlebende Paare, 11,5 Prozent waren allein erziehende Mütter. 29,6 Prozent waren keine Familien. 24,0 Prozent waren Singlehaushalte und in 9,4 Prozent lebten Menschen im Alter von 65 Jahren oder darüber. Die Durchschnittshaushaltsgröße betrug 2,67 und die durchschnittliche Familiengröße lag bei 3,18 Personen.

Alterspyramide des Fairfield Countys (Stand: 2000)

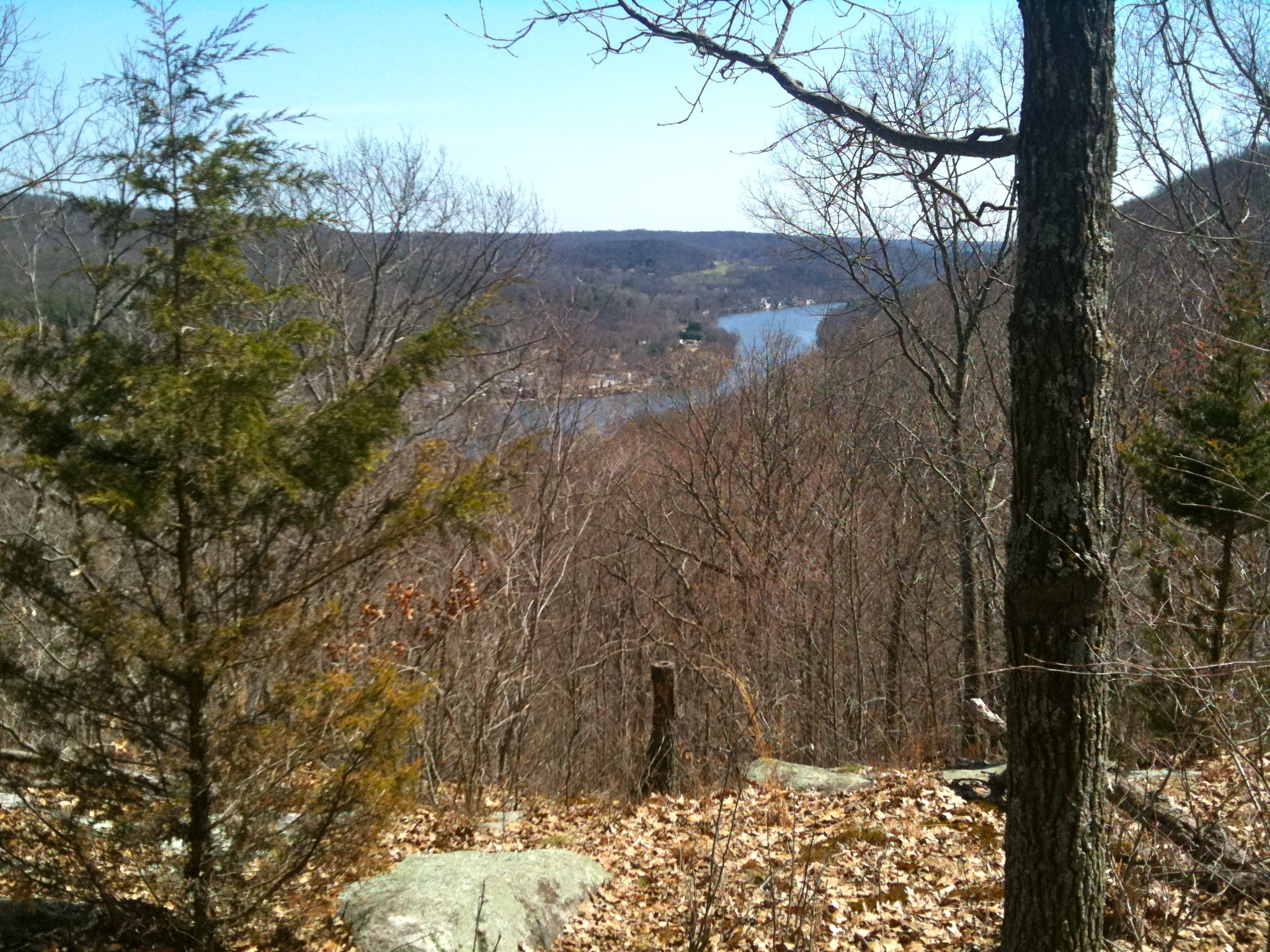
Der Housatonic River

Auf das gesamte County bezogen setzte sich die Bevölkerung zusammen aus 25,6 Prozent Einwohnern unter 18 Jahren, 7,0 Prozent zwischen 18 und 24 Jahren, 30,9 Prozent zwischen 25 und 44 Jahren, 23,3 Prozent zwischen 45 und 64 Jahren und 13,3 Prozent waren 65 Jahre alt oder darüber. Das Durchschnittsalter betrug 37 Jahre. Auf 100 weibliche Personen kamen 93,4 männliche Personen, auf 100 Frauen im Alter ab 18 Jahren kamen statistisch 89,6 Männer.
Das jährliche Durchschnittseinkommen eines Haushalts betrug 65.249 USD, das Durchschnittseinkommen der Familien betrug 77.690 USD. Männer hatten ein Durchschnittseinkommen von 51.996 USD, Frauen 37.108 USD. Das Prokopfeinkommen betrug 38.350 USD. 6,9 Prozent der Bevölkerung und 5,0 Prozent der Familien lebten unterhalb der Armutsgrenze. Darunter waren 8,3 Prozent der Bevölkerung unter 18 Jahren und 6,6 Prozent der Einwohner ab 65 Jahren.

## Sehenswürdigkeiten

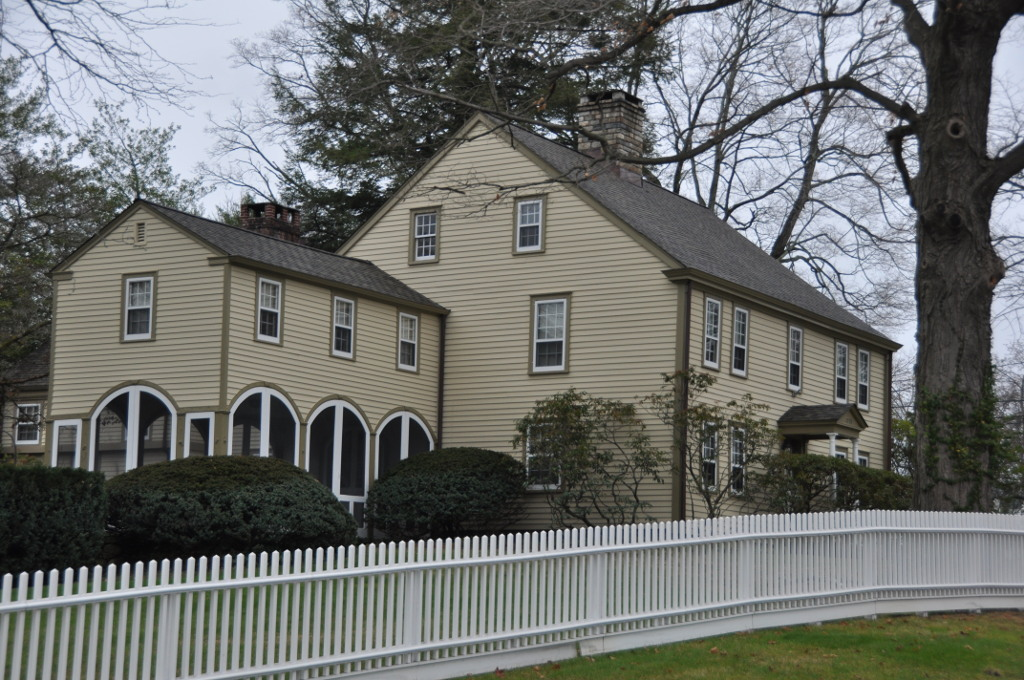
Stephen Tyng Mather Home in Darien. Dieses Haus geht im Kern auf das Jahr 1778 zurück und diente später als Residenz des Industriellen und Naturschützers Stephen Mather, der erster Präsident des National Park Service war. Im November 1963 erhielt das Gebäude als erstes Denkmal im County den Status eines National Historic Landmark zuerkannt.

293 Bauwerke, Stätten und historische Bezirke (Historic Districts) im Fairfield County sind im National Register of Historic Places („Nationales Verzeichnis historischer Orte“; NRHP) eingetragen (Stand 28. September 2022), darunter haben zehn Objekte den Status von National Historic Landmarks („Nationales historisches Wahrzeichen“).

## Orte im Fairfield County
- Aqua Vista
- Aspetuck
- Banksville
- Beaverbrook
- Beckettville
- Belle Haven
- Belltown
- Berkshire
- Bethel
- Bigelow Corners
- Black Rock
- Botsford
- Branchville
- Bridgeport
- Brookfield
- Brookfield Center
- Byram
- Candlewood Knolls
- Candlewood Orchards
- Candlewood Pines
- Candlewood Shores
- Cannondale
- Cedar Heights
- Cedarhurst
- Compo
- Cos Cob
- Cranbury
- Danbury
- Darien
- Dodgingtown
- Dolphin Cove
- East Bridgeport
- East Norwalk
- East Village
- Easton
- Fairfield
- Georgetown
- Germantown
- Gilbert Corners
- Glenbrook
- Glenville
- Greenfield Hill
- Greens Farms
- Greenwich
- Grover Hill
- Hale Court
- Harborview
- Hattertown
- Hawleyville
- Hawthorne Terrace
- Hayestown
- High Ridge
- Hollywyle Park
- Hopewell
- Hunting Ridge
- Huntington
- Huntingtown
- Knollcrest
- Lattins Landing
- Long Hill
- Long Ridge
- Lordship
- Lyons Plain
- Margerie Manor
- Melville Village
- Mianus
- Mill Hill
- Mill Plain
- Miry Brook
- Monroe
- Murray
- New Canaan
- New Fairfield
- Newfield
- Newfield
- Newtown
- Nichols
- Noroton
- Noroton Heights
- North Greenwich
- North Mianus
- North Stamford
- North Wilton
- Norwalk
- Obtuse Hill
- Old Greenwich
- Oronoque
- Owenoke
- Palestine
- Palmers Hill
- Pemberwick
- Pine Rock Park
- Pinneys Corners
- Plattsville
- Pleasant Acres
- Ponus
- Pootatuck Park
- Putney
- Redding
- Redding Ridge
- Ridgebury
- Ridgefield
- Ridgeway
- Riverbank
- Riverside
- Riversville
- Rock Raymond
- Rock Ridge
- Rocky Glen
- Round Beach
- Rowayton
- Sandy Hook
- Sanfordtown
- Saugatuck
- Saugatuck Shores
- Sellecks Corners
- Shady Rest
- Shelton
- Sherman
- Shippan Point
- Shorehaven
- Silvermine
- Snug Harbor
- South End
- South Norwalk
- South Wilton
- Southport
- Springdale
- Stamford
- Stanwich
- Stevenson
- Stratfield
- Stratford
- Talmadge Hill
- Titicus
- Toilsome Hill
- Tokeneke
- Topstone
- Trumbull
- Tunxis Hill
- Turn of River
- Upper Stepney
- West Norwalk
- West Redding
- Weston
- Westport
- Wilton
- Winnipauk

## Sehenswürdigkeiten
- Collis P. Huntington State Park
- Putnam Memorial Park
- Indian Well State Park
- Newtown Borough Historic District
- Hearthstone Castle
- Lockwood-Mathews Mansion